# Lepanthes trimerinx
Lepanthes trimerinx är en orkidéart som beskrevs av Carlyle August Luer. Lepanthes trimerinx ingår i släktet Lepanthes och familjen orkidéer. Inga underarter finns listade i Catalogue of Life.